# إيفانو كيانو
إيفانو كيانو (بالإيطالية: Ivano Ciano)‏ هو لاعب كرة قدم إيطالي في مركز الدفاع، ولد في 3 مايو 1983 في سان جوفاني روتوندو في إيطاليا. لعب مع نادي كاتانزارو.